# Maria Gabriel
Maria Gabriel, auch Maria de Lurdes, eigentlich Maria de Lourdes Soares Gabriel Rainha e Pereira (* Oktober 1937 in Belém, Lissabon) ist eine portugiesische Künstlerin, Malerin und Grafikerin. Sie lebt in Linda-a-Velha.

## Leben
Gabriel begann ihre künstlerische Laufbahn 1959 unter der Anleitung des Malers José Augusto (1922–2005), den sie 1960 heiratete.
Zwischen 1967 und 1968 besuchte sie Kurse für Kunstgravur der Sociedade Cooperativa de Gravadores Portugueses bei Alice Jorge und João Hogan. 1969 erhielt sie ein Stipendium der Stiftung Calouste Gulbenkian, um Holzstich und Tiefdruckverfahren zu erlernen.
1972 ging sie nach Hamburg, wo sie an der Hochschule für bildende Künste bei Almir Mavignier, Peter Paul und Rainer Oehms studierte. Nach der Nelkenrevolution  vom 25. April 1974 ging sie nach Portugal zurück und kehrte aber noch einmal nach Hamburg zum Abschluss ihres Studiums zurück.
Ihre erste Einzelausstellung hatte sie 1968 im Fremdenverkehrsamt der Costa do Sol in Estoril. Im Jahr 1973 hatte sie eine Ausstellung in der Galeria Opinião in Lissabon, dann in der Galeria S. Francisco mit einer Einführung durch Fernando Azevedo und im folgenden Jahr in der Mini Galeria in Porto mit einer Einführung durch José Ernesto de Sousa.
Sie erhielt mehrere weitere Stipendien der Stiftung Calouste Gulbenkian, die ihr bei der Entwicklung ihrer künstlerischen Karriere halfen. Zwischen 1987 und 1989 erhielt Gabriel ein Forschungsstipendium im Bereich der plastischen Künste vom Fonds für kulturelle Entwicklung (Fundo Fomento Cultural ), einem Förderprogramm des portugiesischen Staates, um über die Texte des História trágico-marítima zu arbeiten. Sie stellte ihre Bilder in der Fundação Oriente, in Macau und Hongkong. aus und machte die Ausstellung 100 Obras  zum gleichen Thema in der Sociedade Nacional de Belas-Artes.
Zwischen 1974 und 1976 unterrichtete sie Kurse für Druckgrafik bei der Künstlervereinigung der portugiesischen Druckgrafiker (Gravura – Sociedade Cooperativa de Gravadores Portugueses). 1976 schrieb sie gemeinsam mit der Malerin Alice Jorge das Handbuch Técnicas de Gravura Artística, das allerdings erst 1986 von Editora Livros Horizonte veröffentlicht wurde und das einzige Fachbuch in portugiesischer Sprache zu diesem Thema ist.
Zwischen 1962 und 2012 nahm sie an mehr als 100 Gruppenausstellungen in Portugal und im Ausland teil und hatte eine Vielzahl an Einzelausstellungen. Besonders erwähnenswert sind die Teilnahmen an internationalen Biennalen für Druckgrafik. Gabriel ist seit 1977 Mitglied des Verwaltungsrats der Sociedade Nacional de Belas-Artes.
Sie ist in verschiedenen öffentlichen und privaten Sammlungen in Portugal und im Ausland vertreten, darunter das Centro de Arte Moderna der Stiftung Calouste Gulbenkian, die Caixa Geral de Depósitos, das Secretaria de Estado da Cultura, die Fundação Oriente, das Instituto Português do Oriente, Instituto Cultural de Macau, die Museen von Carpi, Pescia und Catania in Italien, das Museum in Luanda in Angola und das Museum von Lund in Schweden.
Gabriel erhielt im Laufe ihrer Karriere eine Reihe von Preisen für ihre Arbeiten.